# Ойкофобія
Ойкофобія (грец. дав.-гр. oîkos+ дав.-гр. phóbos; пов'язана з доматофобією та екофобією) — відраза до домашнього середовища або ненормальний страх (фобія) свого дому, а також схильність критикувати чи відкидати власну культуру та хвалити інші культури.
У психіатрії цей термін також використовується більш вузько для позначення фобії убранства будинку: «боязнь побутової техніки, техніки, ванн, побутової хімії та інших звичайних предметів у домі». Навпаки, доматофобія конкретно стосується страху перед самим будинком.
Цей термін використовувався в політичному контексті для критичного позначення політичних ідеологій, які вважаються запереченням власної культури та вихвалянням інших. Одним із таких прикладів став Роджер Скрутон, який ці принципи пропагував у своїй книзі 2004 року «Англія та потреба в націях».
У 1808 році поет та есеїст Роберт Сауті використав це слово, щоб описати бажання (особливо англійців) покинути власний дім і подорожувати. Використання Сауті терміна як синоніма слова «жага подорожей» було підхоплено іншими письменниками XIX століття.

## У психіатрії
У психіатричному розумінні ойкофобія може вузько означати страх перед фізичним простором домашнього інтер'єру, де вона особливо пов'язана зі страхом перед побутовою технікою, ванною, електричним обладнанням та іншими аспектами дому, які вважаються потенційно небезпечними. У цьому психіатричному контексті цей термін правильно застосовується до страху перед предметами в будинку, тоді як страх перед будинком сам по собі називається доматофобією.
Відразу після другої світової війни деякі коментатори використовували цей термін для позначення нібито «страху та відрази до роботи по дому», які відчували жінки, які працювали поза домом і яких приваблював споживацький спосіб життя.

## Використання в політиці
У своїй книзі 2004 року «Англія та потреба в націях» британський філософ Роджер Скрутон адаптував це слово до значення «відмова від спадщини та домівки». Він стверджує, що це «стадія, через яку зазвичай проходить розум підлітка», але це особливість деяких, типово лівих, політичних імпульсів та ідеологій, які підтримують ксенофілію, тобто перевагу іноземних культур.
Скрутон використовує цей термін як антитезу ксенофобії. У своїй книзі «Роджер Скрутон: Філософ на Дувр-Біч» Марк Дулі описує ойкофобію як зосереджену в західному академічному істеблішменті «як спільній культурі західного світу, так і старій навчальній програмі, яка намагалася передати свої гуманні цінності». Ця диспозиція поширилася, наприклад, із творів Жака Дерріда та Мішеля Фуко про «напад на „буржуазне“ суспільство, що призвело до „контркультури“, яка прямо націлилася на святі та священні речі, засуджуючи та відкидаючи їх як репресивних і владних». :78
Він продовжує: :83

Дерріда є класичним ойкофобом, оскільки він відкидає тугу за домівкою, яку задовольняють західні теологічні, правові та літературні традиції… Деконструкція Дерріда прагне заблокувати шлях до цього «основного досвіду» членства, віддаючи перевагу безкорінному існуванню, заснованому «на нічого».

Надзвичайна відраза до священного та перешкода зв'язку священного з культурою Заходу описується як основний мотив ойкофобії; а не заміна християнства іншою послідовною системою вірувань. Парадокс ойкофоба, здається, полягає в тому, що слід заохочувати будь-яку опозицію, спрямовану проти теологічної та культурної традиції західного світу, навіть якщо вона є «значно більш парохіальною, ексклюзивістською, патріархальною та етноцентричною». :78Скрутон описує «хронічну форму ойкофобії, [яка] поширилася в американських університетах під виглядом політкоректності». :37
Ідеї Скрутона було використано деякими американськими політичними коментаторами для позначення того, що вони бачать як відмову від традиційної культури США ліберальною елітою. У серпні 2010 року Джеймс Таранто написав колонку в Wall Street Journal під назвою «Ойкофобія: чому ліберальна еліта вважає американців бунтівниками», у якій він критикує прихильників запропонованого ісламського центру в Нью-Йорку як ойкофобів, які захищали мусульман, «використавши злодіяння 11 вересня».
У Нідерландах термін ойкофобія був прийнятий політиком і письменником Тьєррі Боде, який він описує у своїй книзі «Ойкофобія: страх дому».

## Використання Southey
У своїх «Листах з Англії» (1808) Роберт Сауті описує ойкофобію як продукт «певного стану цивілізації чи розкоші». маючи на увазі звичку заможних людей відвідувати курортні міста та морські курорти в літні місяці. Він також згадує моду на мальовничі подорожі до диких ландшафтів, таких як високогір'я Шотландії.
Зв'язок Сауті між ойкофобією та багатством й пошуком нових вражень був використаний іншими авторами та цитований у словниках. Письменник у 1829 році опублікував есе про свій досвід, коли був свідком наслідків битви при Ватерлоо:

Любов до пересування настільки природна для англійця, що ніщо не може прикувати його додому, крім абсолютної неможливості жити за кордоном. На мене не діяла така владна необхідність, я дав волю своїй ойкофобії, і літо 1815 року застало мене в Брюсселі.

У 1959 році англо-єгипетський письменник Ботайна Абд ель-Гамід Мохамед використав концепцію Сауті у своїй книзі «Ойкофобія: або Літературне захоплення освітою через подорожі».